# 乾龜群島
乾龜群島（英語：Dry Tortugas）是一些坐落於美國佛羅里達礁島群的小群島，在基韋斯特以西108公里（67英里），馬貴斯礁島群以西60公里（37英里），屬於北美東部時區。乾龜群島以西是龜淺灘（Tortugas Bank）。第一個探索到此的歐洲人是西班牙人胡安·龐塞·德萊昂。這裡受門羅縣直轄，乾龜群島與其周圍海域一起組成了乾龜國家公園。這個群島和加勒比海的托爾圖加島沒有關係。

## 地理
這些群島海拔較低而且分佈不規律，一些島嶼擁有紅樹林和豐富的植被，而另外一些則只有少量草地，甚至沒有生機。這些小島可能是突然從水底升起的，並且它們的形狀也總不固定。在過去的兩個世紀里，這一片地區環礁裡的小島數量上升到了11個。而因為受颶風影響，一些更小的島嶼已經被海水淹沒了，一些則數次浮現。

## 環境

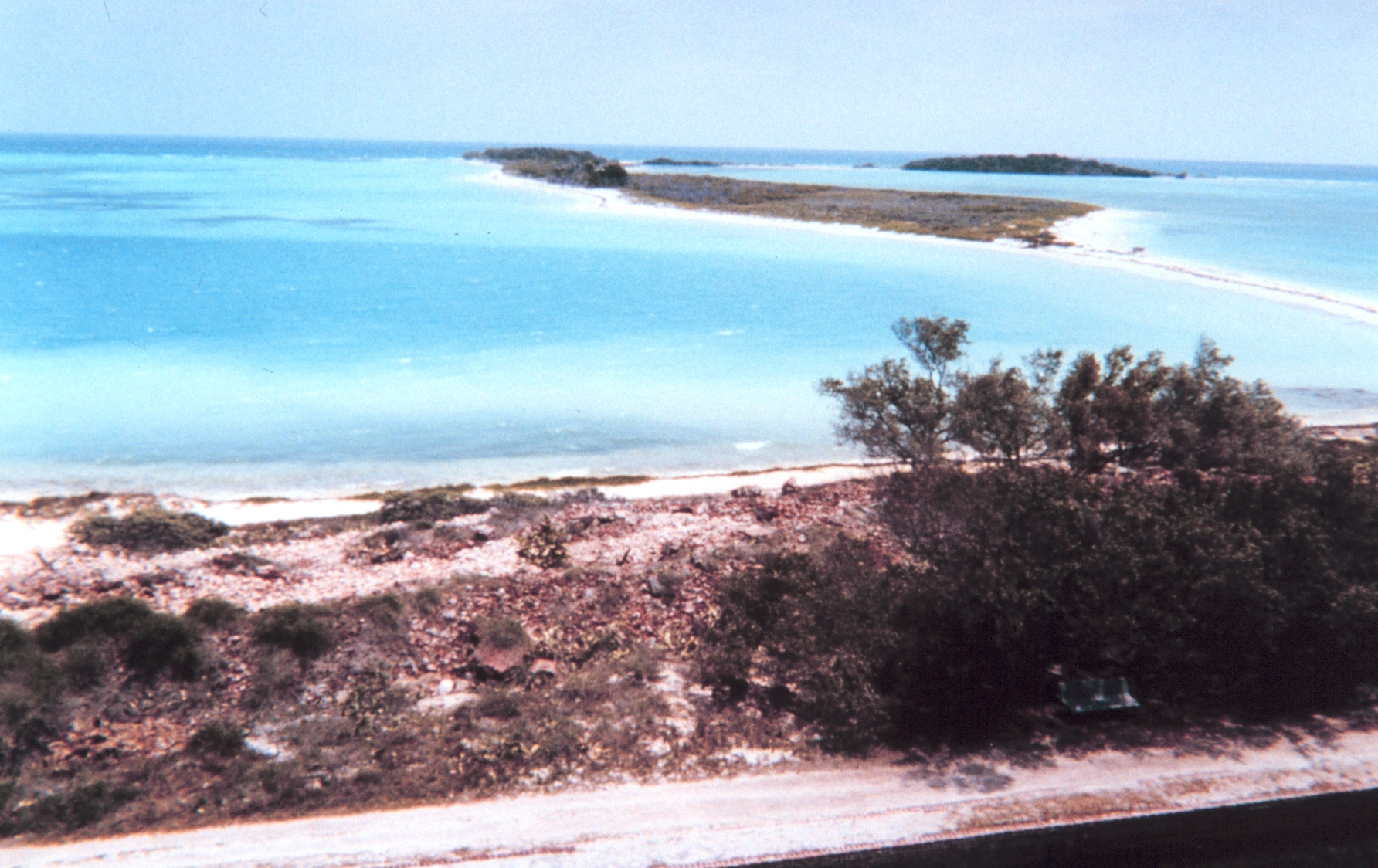
布什礁島（Bush Key，背景）和嘉頓礁島（Garden Key，前景），右後方則是长礁岛（Long Key〕

這個群島得名於它特徵：“乾”是因其毫無淡水，叫“龜”則是因為它的發現者胡安·龐塞·德萊昂在這裡看到了大量的海龜。
這裡是一個大型的海鳥聚居地，包括烏燕鷗、玄燕鷗、蓝脸鲣鸟以及麗色軍艦鳥，同時它也是一些加勒比海漂泊鳥類經常出沒的地區。

## 文學與藝術
羅伯特·路易斯·史蒂文森的長篇科幻小說《金銀島》中，旁比利船長曾提起過乾龜群島。

## 參觀
因為坐落在基韋斯特以西將近110公里，乾龜國家公園是美國最難抵達的國家公園之一，私人船隻因為距離過遠而難以成行。所以大多數遊客會選擇從基韋斯特出發的渡輪、遊艇或者海上飛機。官方服務包括Yankee Freedom II，帆船约章和基韦斯特水上飞机冒险。

## 圖像
|  |  |

## 外部連結
- YouTube上的Plan Your Visit: Dry Tortugas National Park by the National Park Service
- Topographic and Floristic Change of the Dry Tortugas Keys, with description and areas of keys
- Dry Tortugas National Park by Park Vision （页面存档备份，存于） A Photographic Guide to the Park.
- Dry Tortugas Satellite View Google Maps
- Fort Jefferson - Florida Ghost Town （页面存档备份，存于）